# Rancho Tehama Reserve
Rancho Tehama Reserve – jednostka osadnicza w Stanach Zjednoczonych, w stanie Kalifornia, w hrabstwie Tehama.